# Los Americans
Los Americans (Les Americains) est une série télévisée américaine en huit épisodes qui se concentre sur une famille latino multi-générationnelle , au revenu moyen, vivant à Los Angeles. La famille Valenzuela vit à Los Angeles dans un foyer multigénérationnel. Lee et sa mère Lucia (Lupe Ontiveros) diffèrent sur la façon de traiter les problèmes qui surviennent, y compris l'alcoolisme, la rébellion chez les adolescentes et les difficultés d'immigration. Lee Valenzuela (Esai Morales) a des racines latines et Alma, sa femme pense qu'ils ont une famille américaine normale avec Paul (JC Gonzalez), leur fils et Jennifer leur fille, deux adolescents. La série a été écrite et réalisée par Dennis Leoni et est sortie en 2011.

## Synopsis
La famille Valenzuela traite de nombreux problèmes auxquels font face les familles américaines d'aujourd'hui, dont le chômage, l'identité culturelle et l'alcoolisme .

### Épisodes
| Nombre | titre                       | Description |   |
| ------ | --------------------------- | --- | - |
| 8      | Going to Mexico             | Tandis que tout le monde s'inquiète des défis que la grossesse d'Ariel présente pour la famille, Lee a finalement aligné son travail de rêve. Les choses vont de mal en horrible quand Pilar est emmené par les agents de l'immigration et la douane, apparemment livré par le mari de Victoria, Jack. Pour verser du sel dans la plaie, l'entrevue d'emploi de rêve de Lee devient un cauchemar.                                                                                     |   |
| 7      | The Truth Hurts             | Dans une tentative de protéger Ariel de sa mère abusive, les Valenzuelas accueillent un autre invité dans la maison. mais cela n'empêche pas la mère d'Ariel de défier Alma, qui dégénère en une confrontation physique à la vue des voisins. Lee rencontre le mari de Victoria, Jack, qui a un problème avec Lee aidant sa femme, le nombre de personnes qui vivent dans la maison des Valenzuela et les perturbations que tous ces gens semblent créer dans leur quartier paisible. |   |
| 6      | Secrets                     | Dans une tentative de protéger Ariel de sa mère abusive, les Valenzuelas accueillent un autre invité dans la maison. mais cela n'empêche pas la mère d'Ariel de défier Alma, qui dégénère en une confrontation physique à la vue des voisins. Lee rencontre le mari de Victoria, Jack, qui a un problème avec Lee aidant sa femme, le nombre de personnes qui vivent dans la maison des Valenzuela et les perturbations que tous ces gens semblent créer dans leur quartier paisible. |   |
| 5      | Lead Us Not Unto Temptation | Lorsque Lee aide Victoria, sa nouvelle voisine, à faire démarrer sa voiture, un cadeau de biscuits aux pépites de chocolat déclenche une chaîne de culpabilité, de tromperie, de mensonge, de jalousie et d'hypocrisie. Tout cela semble assez trivial quand Lee et Alma découvrent que l'amie de Paul, âgée de quinze ans, est enceinte. Mais rien ne se compare à ce qu'ils ressentent quand Paul les frappe avec une révélation de la sienne.                                      |   |
| 4      | Family Heirloom             | Lee, Alma, Memo et Pilar reviennent pour trouver une Jennifer inconsciente entre les mains des garçons qu'elle avait invité. Lee et Alma sont fâchés contre Jennifer d'avoir invité des garçons et de boire jusqu'à ce qu'elle s'évanouisse, mais ils sont furieux contre Lucia de s'être saoulée, de s'évanouir et de laisser les enfants sans protection. Des leçons difficiles sont apprises sur les problèmes que l'alcoolisme à toujours créés à la famille Valenzuela.          |   |
| 3      | The Legacy                  | Memo obtient un travail avant Lee, ce qui provoque une célébration qui tourne mal. Avec ses parents absents, Lucia a trop bu, elle s'évanouit, et Jennifer, 17 ans, invite des amis pour une fête, ce qui l'amène à boire trop et à s'évanouir, la laissant vulnérable à tout ce que ces garçons veulent faire. |   |
| 2      | Fish and House Guests       | Les Valenzuelas tentent de s'adapter à une famille de parents étrangers vivant dans leur maison, le problème croissant de Lucia avec l'alcool et la lutte de Lee avec la perspective de son chômage futur et la perte de revenu. Pilar, l'épouse sans papiers de Memo, surprend Lee avec sa générosité. |   |
| 1      | Happy Birthday              | Leandro (ou «Lee» comme il préfère être appelé) Le monde idyllique de banlieue de Valenzuela est ébranlé par la perte de son travail, l'alcoolisme de sa mère et trois nouveaux invités - son cousin Memo, qu'il n'a pas vu depuis trente ans, La femme sans papiers de Memo et leur fils obèse. Écrit par Richard Cummings Jr. | - |

## Acteurs
- Esai Morales : Leandro Valenzuela
- Lupe Ontiveros : Lucia Valenzuela
- JC Gonzalez : Paul Valenzuela
- Tony Plana : Max
- Yvonne DeLaRosa : Alma Valenzuela
- Raymond Cruz : Mémo
- Ana Villafañe : Jennifer Valenzuela

## Prix et Reconnaissance
The Imagen Foundation - Meilleure série Web Dramatique, 2012
Alan Greenlee, Vice Président de Programs, One Economy a déclare : « Cette série est un drame qui va aider des millions de coureurs à améliorer leurs vies et prendre des décisions rationnelles. »
Indie Series Awards nommée, ISA - Meilleure actrice dans un second rôle - Drame, 2012 Lupe Ontiveros
Indie Series Awards nommé, ISA - Meilleur acteur dans un second rôle - Drame, 2012 Raymond Cruz